# Sturgis Pretzel House
Sturgis Pretzel House (Sturgisova preclíkárna), byla založena v Lititz Pensylvánii v roce 1861 a je nejstarší pekárnou preclíků v USA. Julius Sturgis Pretzel Bakery je stále aktivní ve výrobě preclíků a je též známou turistickou atrakcí.

## Historie
V roce 1850 provozoval Julius Sturgis v Lititz pekárnu. Podle legendy projížděl městem ve vlaku bezdomovec, který byl pekařem a když uviděl pekařství, vystoupil a požádal o jídlo a práci. Sturgis neměl volné místo, ale jídlo mu poskytl. Muž mu na oplátku dal recept na preclíky. Sturgis nikdy před tím preclíky nepekl, ale vyzkoušel recept ve své rodině a přidal je do sortimentu své pekárny. V roce 1861 se jeho preclíky staly tak oblíbenými, Sturgis přestal péct chleba, začal s produkcí preclíků a tím se jeho pekárna stala první specializovanou preclíkárnou v USA.
Od té doby Sturgisova pekárna stále peče preclíky podle stejného receptu, který použil Julius v začátcích jeho preclíkárny v roce 1861. Jeho vnukem byl Marriott Sturgis, narozený v roce 1910. Dostal přezdívku "Tom Sturgis", protože pracoval se svým strýcem Tomem Kellerem a oba měli podobný pracovní postup při pečení. Tomova rodina se přestěhovala do Readingu v Pensylvánii, kde pokračoval v práci v dalších preclíkárnách a se svým bratrem Correllem otevřel v roce 1936 preclíkárnu s názvem Sturgis Brothers. Tom byl během druhé světové války povolán do armády a pekárna Sturgis Brothers byla zavřena.
Po skončení služby Tom Sturgis pokračoval v pečení preclíků a otevřel jinou pekárnu nazvanou Tom Sturgis Pretzels. Pekárna funguje dodnes a řídí ji Tomův vnuk Bruce Sturgis. Sturgisova rodina řídí též původní pekárnu Julius Sturgis's.

## Zajímavost
Kromě toho, že je to první pekárna preclíků ve Spojených státech, má Sturgis Pretzel House také další historickou zajímavost. Budova byla postavena v roce 1784 mužem jménem Peter Kreiter (původní zápis jeho jména byl: "Er Bauet Von Peterkreiter") a je jednou z původních staveb v Lititz. Dům byl postaven z kamenů získaných z okolí města a lesa; měl okenice upravené pro střelbu z mušket, kterými se osazenstvo bránilo útokům domorodých obyvatel USA. Preclíková pekárna Julius Sturgis je na seznamu National Register of Historic Places.
Preclíky byly v Lititz vyráběny podle receptu pocházejícího původně z francouzských klášterů.